# Округ Хот Спрингс (Вајоминг)
Хот Спрингс (енгл. Hot Springs County) је округ у америчкој савезној држави Вајоминг.

## Демографија
По попису из 2010. године број становника је 4.812, што је 70 (-1,4%) становника мање него 2000. године.
| Група             | 2000.         | 2010.         |
| Белци             | 4.614 (94,5%) | 4.550 (94,6%) |
| Афроамериканци    | 17 (0,3%)     | 12 (0,2%)     |
| Азијати           | 12 (0,2%)     | 20 (0,4%)     |
| Хиспаноамериканци | 116 (2,4%)    | 105 (2,2%)    |
| Укупно            | 4.882         | 4.812         |